# Liste der Biografien/Robl
Liste der Biografien |
Portal Biografien |
Personensuche
# |
A |
B |
C |
D |
E |
F |
G |
H |
I |
J |
K |
L |
M |
N |
O |
P |
Q |
R |
S |
T |
U |
V |
W |
X |
Y |
Z |
?
 
Ra |
Rb |
Rd |
Re |
Rh |
Ri |
Rj |
Rk |
Rl |
Rm |
Rn |
Ro |
Rr |
Rs |
Rt |
Ru |
Rv |
Rw |
Rx |
Ry |
Rz
 
Roa |
Rob |
Roc |
Rod |
Roe |
Rof |
Rog |
Roh |
Roi |
Roj |
Rok |
Rol |
Rom |
Ron |
Roo |
Rop |
Roq |
Ror |
Ros |
Rot |
Rou |
Rov |
Row |
Rox |
Roy |
Roz 
 
Roba |
Robb |
Robc |
Robe |
Robi |
Robk |
Robl |
Robm |
Robn |
Robo |
Robr |
Robs |
Robu |
Roby 
Die Liste der Biografien führt alle Personen auf, die in der deutschsprachigen Wikipedia einen Artikel haben. Dieses ist eine Teilliste mit 58 Einträgen von Personen, deren Namen mit den Buchstaben „Robl“ beginnt.

## Robl
- Robl, Alexandra (* 1975), österreichische Alpinistin, Leistungs-, Ski- und Höhenbergsteigerin
- Robl, Andrew (* 1986), US-amerikanischer Pokerspieler
- Robl, Josef (1918–2005), österreichischer Politiker (ÖVP), Landtagsabgeordneter
- Robl, Karl (* 1943), deutscher Wirtschaftswissenschaftler
- Robl, Matthias (1969–2008), deutscher Alpinist, Leistungs-, Ski- und Höhenbergsteiger
- Robl, Thaddäus (1877–1910), deutscher Radrennfahrer

### Roble
- Roble, Greisys (* 2000), kubanische Hürdenläuferin
- Roble, Mohamed Hussein (* 1963), somalisch-schwedischer Politiker und Premierminister Somalias
- Robledo Puch, Carlos (* 1952), argentinischer SerienmörderCarlos Robledo Puch (* 1952)

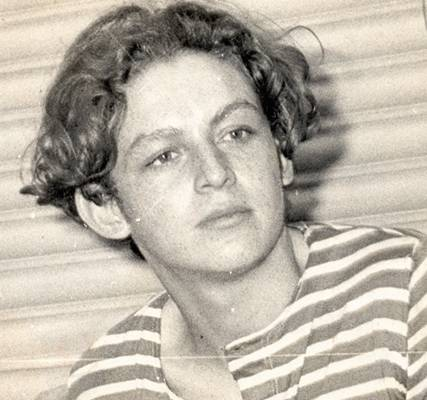
Carlos Robledo Puch (* 1952)

- Robledo Romero, Joaquín Hermes (* 1950), paraguayischer Geistlicher, Bischof von San Lorenzo
- Robledo, Benita (* 1984), US-amerikanische Drehbuchautorin, Schauspielerin und Filmproduzentin
- Robledo, Carmelo (1912–1982), argentinischer Boxer im Bantam- und Federgewicht
- Robledo, Eduardo (1928–1970), chilenischer Fußballspieler
- Robledo, George (1926–1989), chilenischer Fußballspieler
- Robledo, Gisela (* 2003), kolumbianische Fußballspielerin
- Robledo, Hania, Szenenbildnerin und Artdirectorin
- Robledo, Jelssin (* 1995), kolumbianischer Mittelstreckenläufer
- Robledo, Jorge († 1546), spanischer Konquistador, Eroberer und Stadtgründer in Kolumbien
- Robledo, Juan (* 1979), chilenischer Fußballspieler
- Robledo, Lorenzo (1918–2006), spanischer Schauspieler
- Roblee, Richard (* 1943), US-amerikanisch-deutscher Musiker
- Robleh, Aïcha Mohamed (* 1965), dschibutische Schriftstellerin und Richterin
- Robleh, Djama (* 1958), dschibutischer Leichtathlet
- Roblek, Franz (1865–1935), österreichischer Politiker
- Robles Cota, Alfonso Humberto (1931–2017), mexikanischer Geistlicher, römisch-katholischer Bischof von Tepic
- Robles Díaz, Luis (1938–2007), mexikanischer Geistlicher, Diplomat des Heiligen Stuhls und Vizepräsident der Päpstlichen Kommission für Lateinamerika
- Robles Jiménez, José Esaúl (1925–1993), mexikanischer römisch-katholischer Geistlicher und Bischof von Zamora
- Robles Martínez, Jesús (1913–2004), mexikanischer Politiker
- Robles Méndez, Marco Aurelio (1905–1990), panamaischer Staatspräsident
- Robles Ortega, Francisco (* 1949), mexikanischer Geistlicher, römisch-katholischer Erzbischof von Guadalajara und Kardinal
- Robles, Álvaro (* 1991), spanischer Tischtennisspieler
- Robles, Andrés (* 1994), chilenischer Fußballspieler
- Robles, Carolina (* 1991), spanische Hindernisläuferin
- Robles, Caspar de (1527–1585), Statthalter von Friesland, Groningen, Drenthe und Overijssel
- Robles, Dayron (* 1986), kubanischer Hürdenläufer und Olympiasieger
- Robles, Édgar (1977–2016), paraguayischer Fußballspieler
- Roblès, Emmanuel (1914–1995), französischer Schriftsteller
- Robles, Felipe de Jesús (* 1969), mexikanischer Fußballspieler
- Robles, Hansel (* 1990), dominikanischer Baseballspieler
- Robles, Héctor (* 1971), chilenischer Fußballspieler
- Robles, Jacinto (1897–1955), chilenischer Fußballspieler
- Robles, Joel (* 1990), spanischer Fußballspieler
- Robles, José (1897–1937), spanischer Schriftsteller, Zeichner und Übersetzer
- Robles, Kenti (* 1991), mexikanisch-spanische Fußballspielerin
- Robles, Luis (* 1984), US-amerikanischer Fußballtorhüter
- Robles, Manuel (* 2004), argentinischer Sprinter
- Robles, Margarita (* 1956), spanische Richterin und PolitikerinMargarita Robles (* 1956)

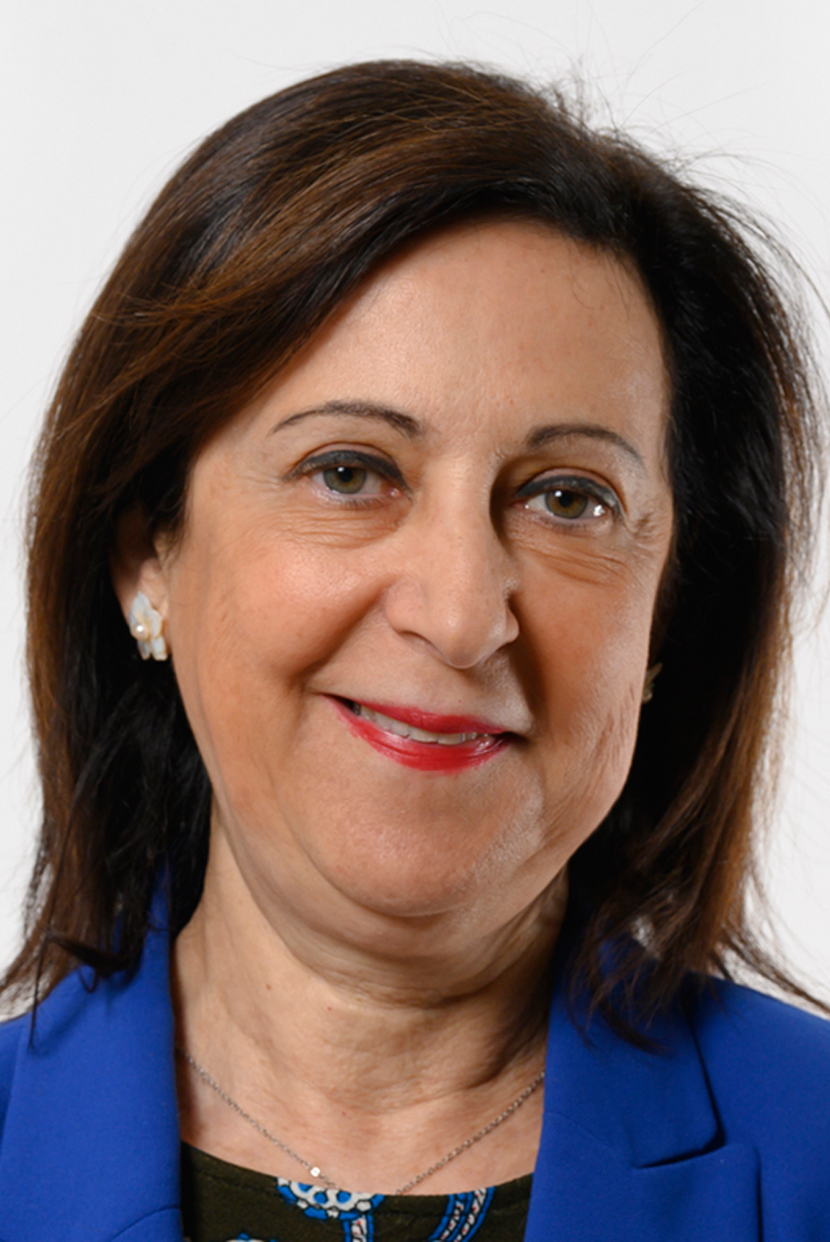
Margarita Robles (* 1956)

- Robles, Mario Héctor (* 1971), argentinischer römisch-katholischer Geistlicher und Weihbischof in San Juan de Cuyo
- Robles, Mayerlis Angarita, kolumbianische Menschenrechtsaktivistin
- Robles, Rosaidi (* 2001), kubanische Stabhochspringerin
- Robles, Sarah (* 1988), amerikanische Gewichtheberin
- Robles, Zulema (* 1940), argentinische Tangosängerin
- Robles-Gil Orvañanos, Eduardo (* 1952), mexikanischer katholischer Ordensgeistlicher und Generaldirektor der Legionäre Christi/Regnum Christi
- Robley, Horatio Gordon (1840–1930), britischer Offizier, Zeichner, Sammler und Autor

### Robli
- Roblin, Dufferin (1917–2010), kanadischer Politiker
- Roblin, Rodmond (1853–1937), kanadischer Politiker und Unternehmer
- Robling, Idwal (1927–2011), walisischer Fußballspieler und Sportkommentator
- Röblitz, Günther (1923–2008), deutscher Sportpädagoge, Hochschullehrer